# Charcoalcity
Charcoalcity is een Belgische industrial wave metalband. De band werd opgericht door zanger en gitarist Peter De Zutter, die tevens alle nummers van de band schrijft en produceert. Live kreeg hij daarbij versterking van drummer Anthony Hooft, bassist Time De Vreese en gitarist Dirk De Kesel, maar in 2023 werd bekend dat de overige bandleden de band hadden verlaten.
Halverwege 2016 werd het debuutalbum Greyscale uitgebracht. Het album werd doorgaans positief ontvangen, al vond tijdschrift en website Zware Metalen dat er wel meer variatie had mogen zijn. In 2022 volgde het tweede album, Antibionics. Het album zou oorspronkelijk in 2020 verschijnen, maar dit werd omwille van de coronacrisis uitgesteld.

## Discografie

### Albums
| Jaar | Titel       |
| ---- | ----------- |
| 2016 | Greyscale   |
| 2022 | Antibionics |

- International Standard Name Identifier: 0000 0005 1390 8920
- MusicBrainz: 400497e0-23f6-4d8a-8cc7-503fdd2efce9